# Krueng Pirak
Krueng Pirak is een bestuurslaag in het regentschap Aceh Utara van de provincie Atjeh, Indonesië. Krueng Pirak telt 236 inwoners (volkstelling 2010).